# 5・16軍事クーデター
5・16軍事クーデター（5・16ぐんじクーデター）は、朴正煕少将（第2野戦軍副司令官、後の韓国大統領）などが軍事革命委員会の名の下、起こした軍事クーデター。1961年5月16日に発生したため「5・16軍事クーデター」と一般的に言う。

## 呼称
かつて韓国では、この事件が軍事革命（保守側の呼称）、軍事叛乱（進歩側の呼称）、軍事政変、軍事クーデターをはじめとするいくつかの名で通じた。クーデターの中心勢力が政権を握ってから6月民主抗争前までの公式表記は5・16軍事革命であり、民主化後は5・16軍事政変が公式表記で定着した。
「5・16」では、漢字「五一六」、ハングル「오일육」とも表記する。

## 背景
クーデターが起こった社会的背景として、
1. 自由党政権を引き継いだ民主党政権の政治的無策と党内抗争[注釈 2]
2. 民主的改革に対する民主党の曖昧な態度、経済状況悪化[注釈 3]に対する国民の不安の高まり
3. 北朝鮮に融和的又はシンパシーを抱いた学生や革新政党を中心とする民主化運動と「行こう！北へ！来たれ！南へ！会おう板門店で！」をスローガンとした統一運動の高まりに対して軍部が危機感を抱いたこと、そして直接的背景として軍内部の問題が挙げられる。
4. 分断の固定化と朝鮮戦争によって肥大化した韓国軍では軍人事が停滞し、それによって進級が進まなかった下級将校に不満が蓄積されていた[注釈 4]。
5. 不正腐敗を働いた高級軍人を追放するため下級将校によって進められた「整軍運動」が失敗し、運動の首謀者が追放されそうになっていた。

こうした背景の下、金鍾泌予備役中領（中佐）を初めとする陸士8期生の佐官級将校9名によってクーデター計画が策定され、彼らがクーデターを主導した。

## クーデター決行
当初クーデターは、4・19学生革命から1周年となる1961年4月19日を予定し、革命1周年を記念する民衆蜂起或いは学生デモを鎮圧する口実の下に行う予定でいた。しかし、4月19日は期待していた民衆蜂起や学生デモが起こらず平穏に過ぎたため、クーデター部隊を出動させることができず失敗した。そのため、クーデター決行日を5月12日に延期し、再度計画を練り直したが、クーデター勢力の同志である李鍾泰大佐が計画を漏洩してしまったため、再度計画は延期され、1961年5月16日が最終決行日とされた。クーデターに参加した人物および兵力は以下の通りである。
- 第2軍副司令官朴正煕少将
  - 参謀長李周一少将（同徳台1期）、李洛善（朝鮮語版）少領
- 第30予備師団（兵力1,000名）作戦参謀李白一中領が指揮
- 第33予備師団（兵力1,000名）李炳燁大領、作戦参謀呉学鎮中領が指揮
- 第1空輸特戦団（兵力500名）団長朴致玉大領（陸士5期）、崔昭満中領、第1大隊長金焍民中領[5]が指揮
- 海兵隊第1臨時旅団（朝鮮語版）（兵力500名）金東河（朝鮮語版）海兵予備役少将（同徳台1期、前第1海兵師団長（朝鮮語版））、旅団長金潤根海兵准将（同徳台6期）、第2副連隊長趙南哲海兵中領[6]、第1大隊長呉定根海兵中領、人事参謀崔龍琯少領が指揮
- 第6軍団砲兵隊（5個大隊、兵力1,000名）司令官文在駿大領（陸士5期）、作戦参謀洪鍾哲大領が指揮
  - 第636大隊長：申允昌中領
  - 第993大隊長：具滋春中領
  - 第933大隊長：白泰夏中領
  - 第1重砲大隊長：鄭五敬中領
  - 第911大隊長：金仁華中領
- 第6管区参謀長金在春大領（陸士5期）、作戦参謀朴圓彬中領が指揮
  - 通信隊（兵力50名）南宮珍少領が指揮
- 特殊任務（政権首脳部および鎮圧軍指揮官の拘束） - 呉致成大領、玉昌鎬中領、金炯旭中領、李錫済中領、柳承源大領、朴鍾圭少領

大邱市制圧部隊
- 第5管区工兵施設隊隷下1個大隊：徐相潾大領が指揮
- 第1205工兵旅団隷下3個大隊：2軍司令部工兵部長兼参謀朴基錫大領が指揮
  - 第133工兵隊（長：金鎭國中領）
  - 第208工兵隊（長：張東雲中領）
  - 第1建設工兵隊（長：任光燮中領）

その他参加者：蔡命新（第5師団長）、李哲熙（陸軍防諜部隊長）、康誠元少領（陸軍情報参謀本部企画官）、宋贊鎬准将（高射砲旅団長）、尹泰日
- 憲兵参謀朴泰元大領、砲兵参謀鄭鳳旭大領、心理戦参謀許順五大領、曹昌大・李鍾根・朴容琪・沈怡燮・厳秉吉中領（いずれも1軍司令部参謀、革命に呼応し李翰林司令官を拘束[7]）

5月16日午前3時を期してクーデターは決行され、朴正煕少将を最高指揮官とする革命軍は、漢江大橋付近で憲兵第7中隊（中隊長：金錫律大尉）50余名と銃撃戦を行った以外は、大きな抵抗も無しに中央庁や国会議事堂などソウル市内の主要部分を制圧した。
午前5時、革命軍は中央放送局の放送を通じて軍事革命が行われたことを全国民に宣布した。
午前6時、革命軍は「腐敗した現政権を信任せず、国民の生活苦を救い、祖国の危機を克服するため、軍事革命委員会を組織した」と発表。陸軍参謀総長である張都暎を説得して軍事革命委員会の議長に就任させ、クーデターを指揮した朴正煕は副議長に就任した。
午前7時、軍事革命委員会は立法、司法、行政の三権を掌握し「革命は完全に成功した」とラジオを通じて宣明した。そして6項目からなる革命公約を発表した。また軍事革命委員会布告第一号によって全国に戒厳令が敷かれ、一切の屋内集会が禁止、出版や報道に対する事前検閲が実施されるとともに、布告第四号で現政権（張勉政権）の解任と国会及び地方議会の解散、政党や社会団体の活動禁止、張政権の全閣僚と政務委員の逮捕、国家機構の一切の機能を軍事革命委員会が代行することが宣言された。

## 5月17日以降
クーデター直後、宿舎としていた半島ホテルから脱出し、修道院に身を隠していた張勉首相は5月18日昼に姿を現して臨時閣議を開催、内閣の総辞職を決定した。また、軍事革命委員会への政権移譲を決議した。また尹潽善大統領も非常戒厳令を追認し、軍事革命に対する国民の支持と協力を求める声明を発表した。こうして第二共和国は形式的にも実質的にも崩壊し、軍政が敷かれることになった。軍部は治安向上や経済改善などを名目に韓国民の思想・言論を弾圧した。
5月18日、当局は、民族日報社の趙鏞寿（チョ・ヨンス）社長ならびに同社幹部を逮捕。『民族日報』も廃刊させられた（民族日報事件）。同紙は南北平和統一論と労働大衆の権益擁護を掲げ、同年2月13日に創刊された日刊新聞だった。
5月19日、軍事革命委員会は第1回総会を開き、同委員会を国家再建最高会議に改称した。
5月20日、同会議を母体とした軍人内閣の組閣を完了。張都暎が総理を兼務することとなった。
6月10日、秘密諜報機関・韓国中央情報部（KCIA）が正式に発足した。金鍾泌が初代部長に就いた。
7月3日、反共法が制定された。同法は思想の自由と南北統一の論議を抑圧するために活用された。
8月12日、軍政革命裁判所は特殊犯罪処罰に関する特別法を遡及適用し、前述の趙鏞寿ら3人に死刑を宣告した。同月24日にこのニュースが世界に伝わると、国際ペンクラブ、国際新聞編集者協会、アジア・アフリカ作家会議、日本ペンクラブなどはこれに抗議する救命運動を行った。しかし10月31日に上訴が棄却され、12月21日に趙鏞寿の死刑が執行された。

## ギャラリー

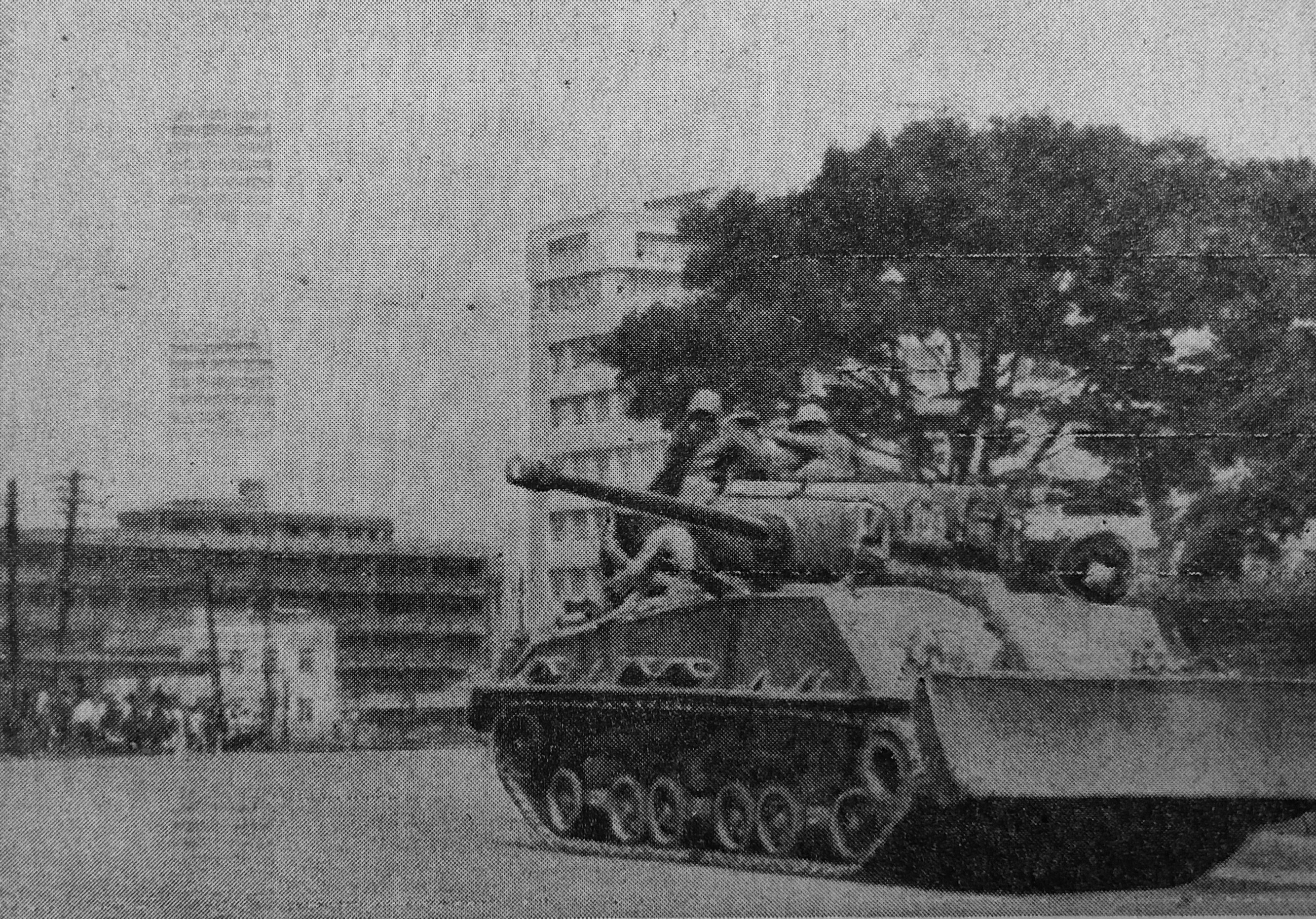
ソウルの警察本部付近を警戒する韓国海兵隊の戦車（5月16日）
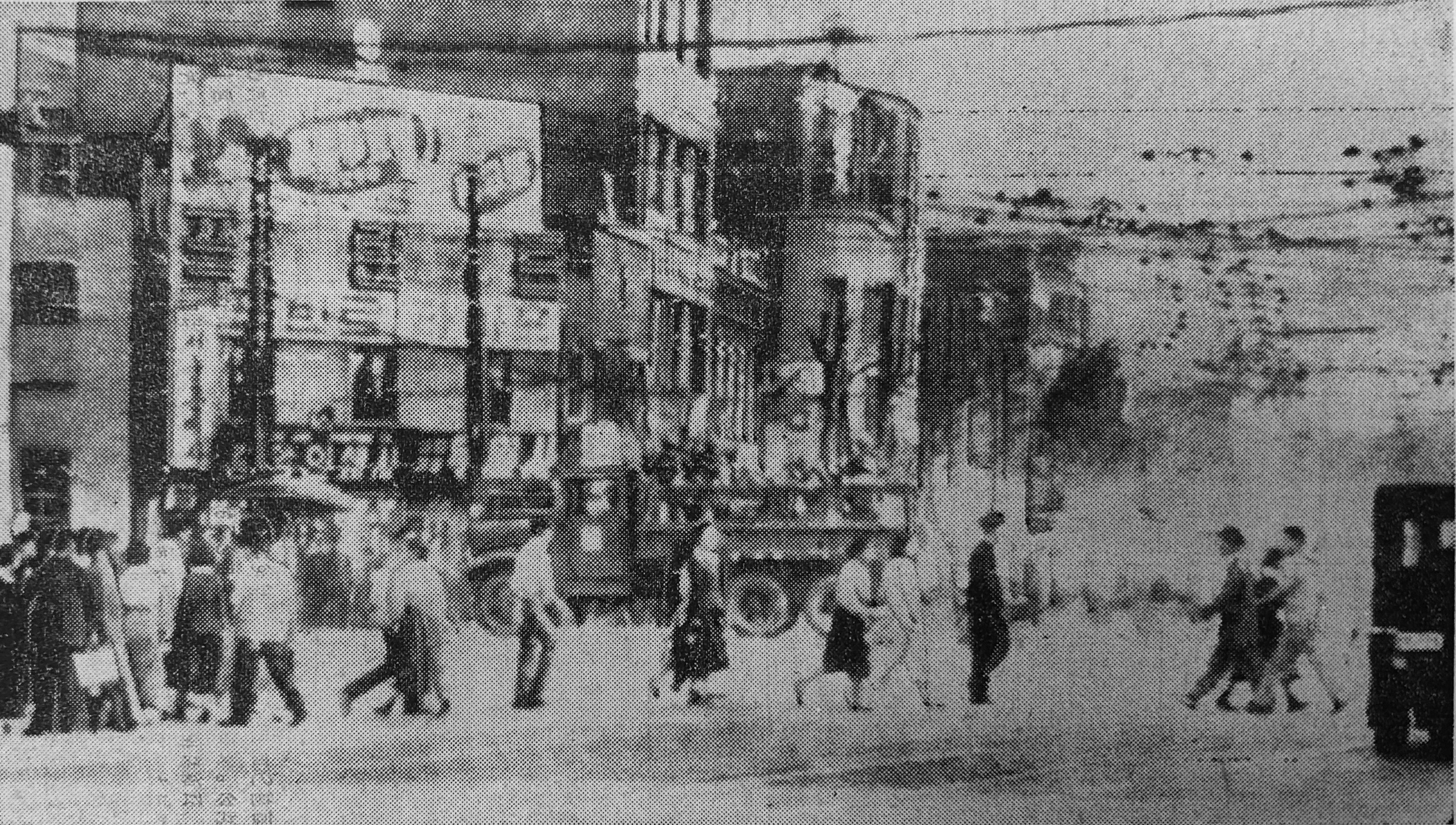
クーデター決行から約10時間後のソウルの繁華街（5月16日）
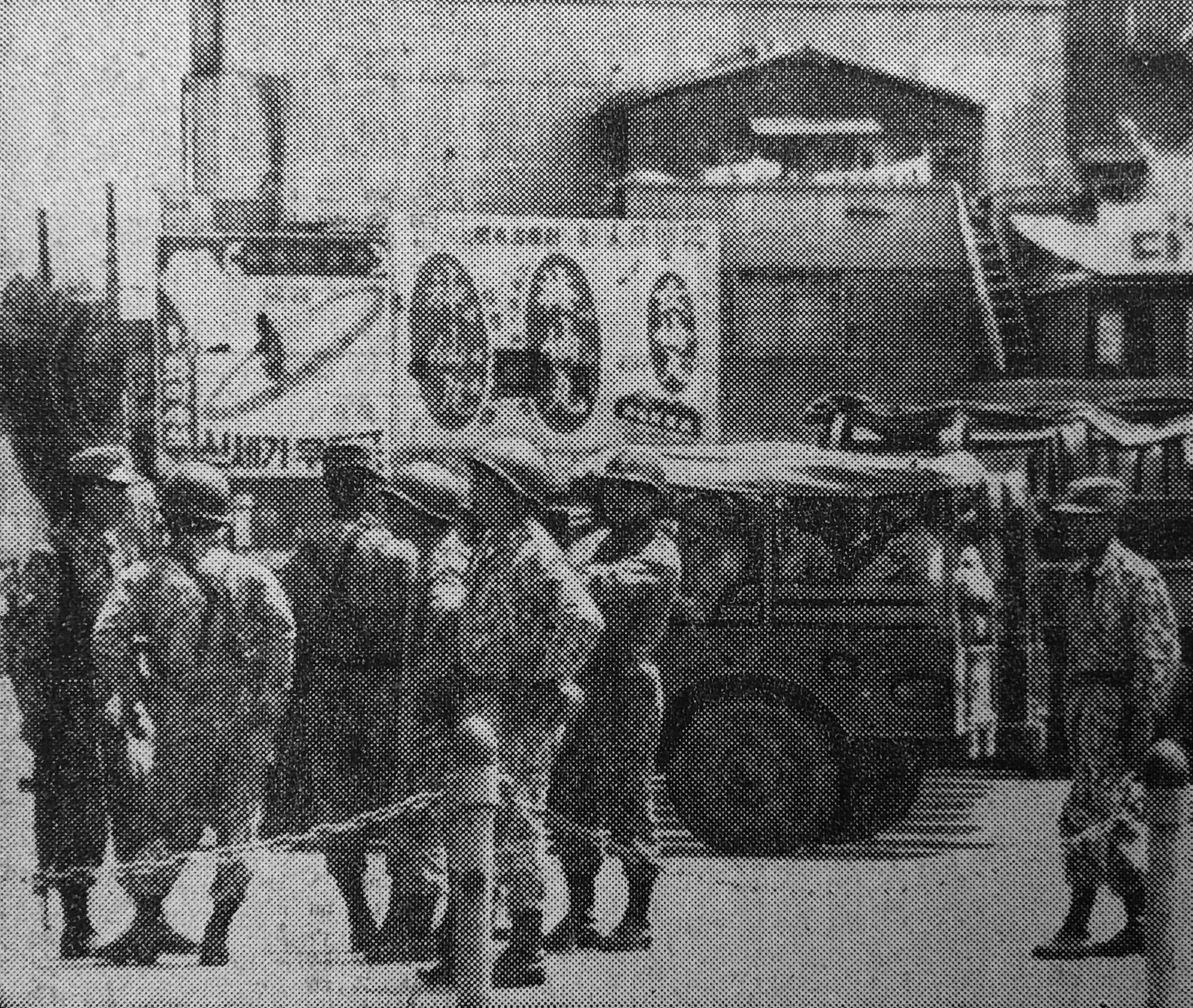
ソウル市公会堂付近を警備する兵士（5月16日）
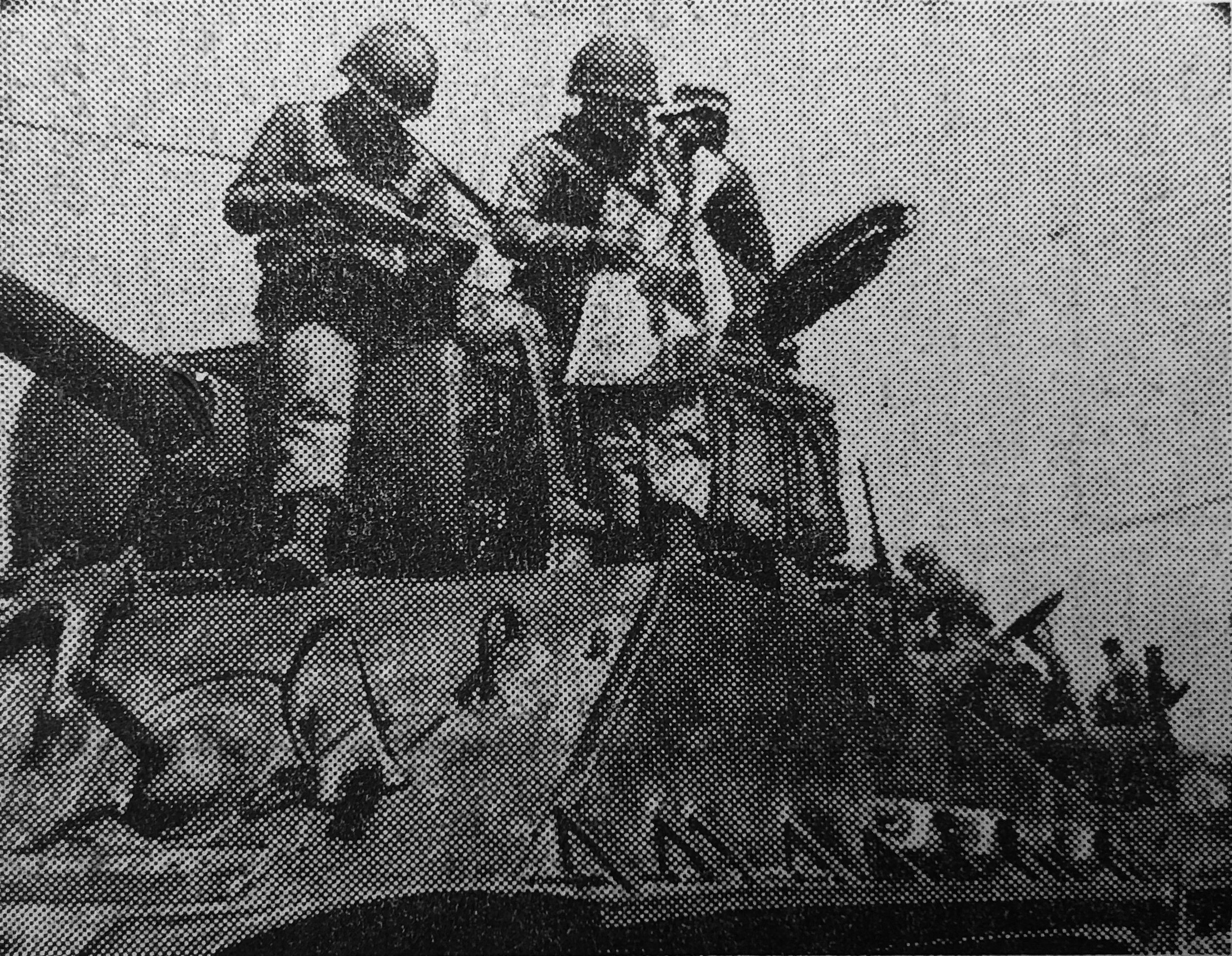
クーデターの記事が掲載された新聞を読む韓国海兵隊員（5月16日）
南山の国会議事堂の新築地[注釈 6]を占拠する海兵隊の戦車部隊（5月16日）
京郷新聞の特報掲示板を見つめる市民たち。「軍部無血革命 16日未明」と手書きの文字で書かれてある。5月16日。
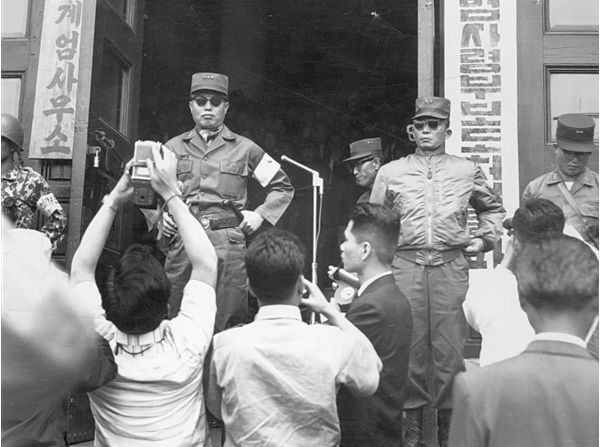
会見に応じる張都暎（左）と朴正煕（右）。5月20日。

## 反応

### 韓国
2022年に『ハンギョレ』に寄稿したイ・ジンスンは、「民主党の張勉内閣は革命を執行するよりも収拾に没頭し、生ぬるい改革と相次ぐ失政で民衆の支持を失った。失望して怒った国民は、型破りの『朴正煕クーデター勢力』を新たな救援投手として歓迎する境地に至った。」とする。イ・ジンスンは、当時の論壇（雑誌『思想界』）やソウル大学の学生会までもが朴正熙らを「旧悪を根絶する」「革命政府」として評価・支持した点を挙げて「4・19の限界を如実に表している」と評した。

### アメリカ合衆国

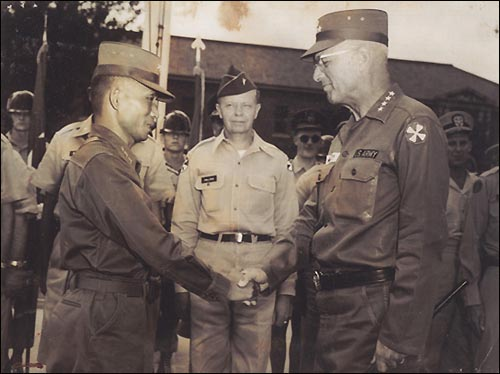
朴正煕と手を握り合う在韓国連軍司令官メロイ将軍（5・16軍事クーデター後）。1961年8月21日。

クーデター直後の5月16日午前11時、カーター・B・マグルーダー駐韓米軍司令官は張勉政権を支持しクーデターに反対する声明を、米軍放送を通じて発表した。そして駐韓米代理大使マーシャル・グリーンと共に青瓦台を訪問し、尹潽善大統領にクーデター軍を鎮圧するための動員令を韓国軍に下すことを要請した。しかし、尹大統領は「国軍同士が衝突すればソウルは火の海となり、そのすきに北が南侵する恐れがある」として要請を拒絶した。
一方、アメリカ本国のアメリカのケネディ政権はクーデターに対し、慎重に静観する態度を取っていたが、クーデターから三日目の5月19日、アメリカ国務省は軍事政権への支持を発表した。そして軍事政権による反共体制の強化と腐敗の一掃及び合憲的政府の再樹立を標榜する革命公約に大いなる期待を表明した。